# ÍBA Akureyri
Íþróttabandalag Akureyrar – islandzki klub piłkarski z siedzibą w mieście Akureyri. działający w latach 1928–1974.

## Historia
Klub powstał w 1928 w wyniku fuzji klubów Thor Akureyri i Akureyrar. Zdobyty w 1969 Puchar Islandii pozwolił klubowi na występ w europejskich pucharach - w Pucharze Zdobywców Pucharów w sezonie 1970/71. Pierwszym przeciwnikiem okazała się drużyna szwajcarska FC Zürich. Oba mecze rozegrane w Szwajcarii zakończyły się bardzo wysokimi porażkami - w Zurychu ÍBA Akureyri przegrał 1:7, a sześć dni później w rewanżowym spotkaniu w St. Gallen 0:7.
W 1974 roku klub zakończył działalność, rozpadając się na kluby Thor i KA.

## Osiągnięcia
- Puchar Islandii: 1969
- Trzecie miejsce w mistrzostwach Islandii (4): 1932, 1966, 1967, 1968
- Mistrz II ligi islandzkiej (1. deild karla) (4): 1955, 1959, 1964, 1972

## Europejskie puchary
Legenda do wszystkich tabel:
- Q – runda eliminacyjna, 1/16, 1/8, 1/4, 1/2 – odpowiednia faza rozgrywek, Grupa – runda grupowa, 1r gr – pierwsza runda grupowa, 2r gr – druga runda grupowa, F – finał, R – runda, PO – play-off
- k. – rzuty karne, los. – losowanie, Dogr. – dogrywka, w. – zasada bramek strzelonych na wyjeździe

| Sezon   | Rozgrywki                 | Runda | Przeciwnik | Dom | Wyjazd | Ogólnie |
| ------- | ------------------------- | ----- | ---------- | --- | ------ | ------- |
| 1970/71 | Puchar Zdobywców Pucharów | 1R    | FC Zürich  | 1–7 | 0–7    | 1–14    |